# Лео і Даян Діллон
Лео Діллон (англ. Leo Dillon; 2 березня 1933 — 26 травня 2012) і Даян Діллон (англ. Diane Dillon; уроджена Сорбер; народилася 13 березня 1933) — американські ілюстратори дитячих книжок і обкладинок книг і журналів для дорослих у м'якій палітурці. В одному з некрологів Лео робота команди чоловіка та дружини була названа «безшовною амальгамою обох рук». За понад 50 років вони разом створили понад 100 обкладинок фантастичних книг і журналів, а також багато інтер'єрних робіт. Практично вся їхня робота в цій галузі була спільною.
Діллони виграли медаль Калдекотта в 1976 і 1977 роках, єдині послідовні нагороди цієї честі. У 1978 році вони посіли другі місця на премії Ганса Крістіана Андерсена для дитячих ілюстраторів; вони знову були номінантами США в 1996 році.

## Життєпис
Лео Діллон, іммігрант із Тринідаду, народився та виріс у Східному Нью-Йорку. Він пішов на військову службу на три роки, щоб відвідувати художню школу. Свій інтерес до мистецтва та натхнення стати художником він приписував своєму другові та наставнику Ральфу Волману. Дайан Сорбер походить із Великого Лос-Анджелеса, де її інтерес до мистецтва рано заохочував її мати, яка була піаністкою.
Пара познайомилася в 1953 році в Школі дизайну Парсонса в Нью-Йорку, де вони «миттєво стали головними суперниками і з того часу залишалися разом». Вони закінчили школу в 1956 році і наступного року одружилися. Результатом цього союзу стала мистецька співпраця, яку пара назвала третім художником. Даян Діллон пояснила це в інтерв'ю такими словами: «Ми могли дивитися на себе як на одного художника, а не як на двох, і цей третій художник робив те, що жоден з нас не робив би. Ми дозволили цьому текти так, як воно тече, коли художник працює сам по собі, і колір виходить таким, якого він не зовсім очікував, і це впливає на наступні кольори, які він використовує, і здається, що він живе своїм власним життям».
Співпраця з письменником Гарланом Еллісоном призвела до створення обкладинок для його збірок оповідань, а також для обкладинки та внутрішньої ксилографічної ілюстрації для його антології «Небезпечні бачення». Вони проілюстрували велику кількість обкладинок книжок для масового ринку в м'якій обкладинці для оригінальних Науково-фантастичних новинок Ace, за які вони отримали свою першу велику нагороду, науково-фантастичну премію Г'юго 1971 року як найкращий професійний художник. Детальну біографію та вступ до їхньої творчості та стилів написав Байрон Прейс у книзі, яку він відредагував у 1981 році під назвою «Мистецтво Лео та Даян Діллон». Одного разу вони описали свою роботу як мотиви, що походять із їхніх відповідних спадщин. Це можна продемонструвати в їхній роботі для «Ашанті до зулу» Марґарет Масґроув, у якій використовувалися племінні мотиви та поєднувалися історичний із сучасним стилями.
28 травня 2012 року Еллісон повідомив на своєму веб-сайті про телефонний дзвінок від Дайан, яка повідомила про смерть Лео у віці 79 років від раку легенів за два дні до цього. Spectrum Fantastic Art, щорічний мистецький конкурс і проект мистецької книги, генеральними менеджерами якого подружжя було, підтвердив смерть Лео на своєму веб-сайті. У некролозі про Лео в Нью-Йорк таймс сказано, що подружжя Діллонів є «одним із видатних ілюстраторів світу для молоді, які створюють твори мистецтва — прославлені за його яскравість, екуменізм і абсолютну розкішну красу — які були бездоганною амальгамою їхніх рук», також відзначаючи етнорасове розмаїття персонажів у роботах Діллонів у 1970-х роках, «до того часу усміхнені обличчя, зображені в книжках з картинками, були переважно білими».
Після смерті Лео Дайан Діллон проілюструвала одну книгу «Я можу бути ким завгодно!» Не кажи мені, що я не можу (опубліковано 2018), яку вона також написала.
У Діллонів залишився один син. Лі (Лайонел Джон Діллон III), 1965 року народження, став художником і кілька разів співпрацював зі своїми батьками, зокрема над ілюстраціями до «Піш, Піш, Сказав Ієронім Босх» Ненсі Віллард (1991). На момент смерті Лео, і він, і Даян жили в районі Коббл-Гілл.

## Книжки з картинками, проілюстровані Лео та Даян Діллон
- 1970 Кільце в прерії, автор Джон Біргорст / Dial Press
- 1972 Люба, я люблю, Елоїза Грінфілд / Viking
- 1973 Вибухова хвиля, Лінда С. Кейн і Сьюзен Розенбаум / Xerox
- 1974 Вихор — це привид, що танцює, збірник Наталії Марі Белтінг / Даттон
- 1974 Пісні та історії з Уганди, В. Мойсей Сервадда, Hewitt Pantaleoni / World Music Press
- 1974 Третій подарунок, Ян Кар'ю / Little Brown
- 1975 Коробка зі ста копійками, Шерон Белл Матіс / Viking
- 1975 Пісня про човен, Лоренц Б. Грем / Crowell
- 1976 Чому комарі дзижчать у вухах людей, Верна Аардема / Dial Press
- 1977 Від ашанті до зулусів: Африканські традиції, Марґарет Масґроув / Dial Press
- 1977 Хто в Кролячому домі: Казка Масаїв, Верна Аардема / Dial Press
- 1980 Дві пари взуття, Памели Ліндон Треверс / Viking Press
- 1980 Діти Сонця, Ян Р. Керью / Little Brown
- 1985 Брат вітру, Мілдред Піттс Волтер / Lothrop, Lee & Shepard Books
- 1986 Все за день, Міцумаса Анно та Реймонд Бріггс / Hamish Hamilton (Лондон) (Переклад: Marui chikyū no maru ichinichi .) — ілюстрації 10 художників, у тому числі Діллонів
- 1987 Порцеляновий кіт, Майкла Патріка Гірна / Little Brown
- 1989 Майстер кольорів, Барбара Бреннер / Bantam Little Rooster
- 1990 Казка про качок-мандаринок, Кетрін Патерсон / Lodestar
- 1990 Аїда, Леонтайн Прайс / Harcourt Brace Jovanovich
- 1991 Гонка золотих яблук, Клер Мартін / Dial Books for Young Readers
- 1991 Піш, Піш, Сказав Ієронім Босх, Ненсі Віллард / Harcourt Brace Jovanovich
- 1992 Північна колискова, Ненсі Вайт Карлстром / Putnam
- 1992 Увімкни ніч, Рей Бредбері / Knopf
- 1993 Учень чаклуна, Ненсі Віллард / Scholastic/Blue Sky Press
- 1994 Що я?, Н. Н. Чарльз / Scholastic/Blue Sky Press
- 1997 Для всього є сезон, Dillons/Scholastic/Blue Sky Press
- 1999 Дитина вітру, Ширлі Руссо Мерфі / HarperCollins
- 2000 Увімкніть ніч, Рей Бредбері / Knopf (перевидання)
- 2000 Дівчина, яка пряла золото, Вірджинія Гамільтон / Scholastic/Blue Sky Press
- 2001 Два маленьких поїзда, Маргарет Вайз Браун / HarperCollins
- 2002 Rap a Tap Tap: Here's Bojangles—Think of That, написане та проілюстроване Dillons/Scholastic/Blue Sky Press
- 2003 Одна зимова ніч, Джон Герман / Philomel
- 2004 Де ти був?, Маргарет Вайз Браун / HarperCollins
- 2005 Люди могли літати — книжка з малюнками
- 2005 Мати Земля, Еллен Б. Джексон / Walker & Company
- 2006 Вихор — це дух, що танцює, Наталія Марі Белтінг і Джозеф Бручак / Milk & Cookies Press — ілюстрації, передруковані з назви 1974 року, Вихор — це танці привидів
- 2007 Номери «Матінки Гуски» на волі / Harcourt
- 2007 Джаз у суботу ввечері / Blue Sky Press
- 2009 Гоблін і порожній стілець / Viking Press
- 2009 Мама каже: Книга про любов для матерів і синів
- 2011 Таємна річка, Марджорі Кіннан Ролінгс / Atheneum Books for Young Readers (перевидання)[a]

## Книжки з картинками, проілюстровані лише Даян Діллон
- 2018 Я можу бути ким завгодно! Не кажи мені, що я не можу[12]

## Книги з розділами, проілюстровані Лео та Даян Діллон
- 1962 Матінка Ніч, Курт Воннеґут молодший / Fawcett Publications/Gold Medal Books
- 1964 Море та джунглі, Г. М. Томлінсон / Time / Спеціальне видання програми Time Reading
- 1964 Гакон із саги Рогена, Ерік Крістіан Гоґаард / Houghton Mifflin
- 1965 Розповідь раба Гоґаард, Ерік Крістіан Гоґаард / Houghton Mifflin
- 1966 Відьми з Карреса, Джеймс Х. Шмітц / Ace Science Fiction Special
- 1967 Клеймор і Кілт, Сорче Нік Леодас / Holt, Rinehart, Winston
- 1968 Трилисник і спис Пілкінгтон / Holt, Rinehart, Winston
- 1968 Вершник і його кінь, Ерік Крістіан Гоґаард / Houghton Mifflin
- 1969 Машина збереження, Філіп Дік / Ace Books
- 1971 Нерозказана казка, Ерік Крістіан Гоґаард / Houghton Mifflin
- 1971 Пошук Murray / Thomas / Scholastic
- 1974 Палаюча зірка, Ет Кліффорд / Houghton Mifflin
- 1977 Планети / Time Life Books
- 1979 Зморшка в часі, Мадлен Л'Енґл / (перевидання)[a]
- 1984 Зачарований світ: Легенди доблесті / Time Life Books
- 1985 Люди могли літати: американські темношкірі казки, Вірджинія Гамільтон / Knopf
- 1985 Зачарований світ: Чарівні звірі / Time Life Books
- 1987 Мудра дитина, Моніка Ферлонґ / Knopf
- 1988 Заспівай пісню про попкорн: Книжка віршів для кожної дитини Беатріс Шенк де Реньє / Scholastic — ілюстрована багатьма художниками
- 1989 Ковчег Мойсея, Аліса Бах і Дж. Шеріл Ексум / Delacorte Press
- 1991 Ялівець, Моніка Ферлонґ / Random House
- 1991 Колодязь Міріам, Бах і Ексум / Delacorte Press
- 1992 Багато тисяч зниклих, Вірджинія Гамільтон / Knopf
- 1993 Час Кванзи, Госс Патнем
- 1995 Її історії, Вірджинія Гамільтон / Scholastic / Blue Sky Press
- 1995 Сабріель, Ґарт Нікс / HarperCollins
- 1997 Дівчина, якій снилися лише гуси, Говард А. Норман / Harcourt Brace & Co
- 2000 20 000 льє під водою, Жюль Верн / HarperCollins (перевидання)[a]
- 2001 Манса Муса, Хефра Бернс / Harcourt Brace & Co
- 2001 Ліраель, Ґарт Нікс / HarperCollins
- 2003 Абхорсен, Ґарт Нікс / HarperCollins
- 2004 Між небом і землею: Пташині історії з усього світу, Говард А. Норман / Harcourt Brace & Co.
- 2004 Колман, Моніка Ферлонґ / Random House

## Нагороди
- 1971 Премія Г'юго як найкращий професійний художник
- 1976 Медаль Калдекотта — Американська бібліотечна асоціація — Чому комарі дзижчать у вухах людей, Верна Аардема
- 1977 Медаль Калдекотта — Американська бібліотечна асоціація — Ашанті до зулу: африканські традиції Маргарет Масгроув
- 1977 Премія Гамільтона Кінга — Товариство ілюстраторів
- 1978 р. Друге місце як дует, премія Ганса Крістіана Андерсена (основна частина робіт, ілюстрація дитячої книги)
- Премія Балрога 1982 року за внесок у наукову фантастику/фентезі
- Дев'ята щорічна премія Ленсмана в галузі мистецтва 1982 року
- Нагорода ілюстратора Коретти Скотта Кінга 1986 року[13]
- Нагорода третього щорічного фестивалю дитячої літератури Державного коледжу Кіна 1988 року
- 1991 Ступінь доктора образотворчого мистецтва — Школа дизайну Парсонса
- 1992 Емпайр Стейт Премія з дитячої та дорослої літератури за збірку творів
- 1992 Золота медаль Товариства ілюстраторів за «Північну колискову» з оригінальної художньої виставки дитячих книжок з малюнками
- 1996 р. Номінант США як дует на премію Ганса Крістіана Андерсена (твір, ілюстрація дитячої книги)
- Премія Чеслі 1997 року за найкращу науково-фантастичну куртку в твердій обкладинці під назвою «Сабріель».
- 1997 Премія великого майстра — за роботу — зі Spectrum — найкраще в сучасному фантастичному мистецтві
- 1997 Зал слави Товариства ілюстраторів — введено журі колег
- Літературна премія Вірджинії Гамільтон 2002 року — за збірку творів
- 2003 Coretta Scott King Illustrator Honor — Для репу A Tap Tap Ось Bojangles-Think Of That
- 2005 Почесна премія Coretta Scott King Illustrator Award — For The People Could Fly-The Picture Book
- Премія «Нікербокер» 2006 р. — за збірку робіт — Нью-Йоркська бібліотечна асоціація
- 2006 Доктор образотворчих мистецтв — Школа мистецтв Монсеррат
- Премія World Fantasy Convention 2008 за життєві досягнення[14]
- 2012 BolognaRagazzi Award — Художня література Почесна згадка — Таємна річка[15]

## Подальше читання
- Borea, P., & J. Janow. «Leo and Diane Dillon.» Communication Arts Magazine 25: pp. 42–51, May/June 1983.
- Brodie, Carolyn S. "Creators of Magic on Paper: Leo and Diane Dillon, " School Library Media Activities Monthly 15(6): pp. 46–48, February 1999.
- Cooper, Ilene. «The Walk of Life.» Booklist 95(3): pp. 344–347, October 1, 1998.
- Davies, Anne. «Talking with Leo & Diane Dillon», Book Links 14(3): pp. 45–48, 2005.
- Davis, SE. «One + One = Three.» Step-By-Step Graphics 13: pp. 30–41, 1997.
- Deines, Ryah. "An Interview with Leo & Diane Dillon, " World Fantasy Convention (Calgary, Alberta, Canada). Mystery in Fantasy & Horror (Souvenir Program), pp. 68–71, 2008.
- Haber, Karen. «Leo & Diane Dillon: The Third Artist Rules», Locus 44(4), n471: pp. 4–5, 67–70, 2000.
- Preiss, Byron, ed. The Art of Leo and Diane Dillon. New York: Ballantine Books, Trade Paperback, Hardcover and Collectors Limited Edition, Fall 1981.
- Reichardt, Randy. "Tribute to Leo & Diane Dillon, " World Fantasy Convention (Calgary, Alberta, Canada). Mystery in Fantasy & Horror (Souvenir Program), pp. 45–46, 2008.
- Wills, F. H. "Leo und Diane Dillon, " New York: grafik fur popular-wissenschaftliche werke {with English and French tr}. Novum Gebrauchsgraphik, pp. 50–56, March 1968.